# Efeitos da mudança climática no ciclo hidrológico

O tempo extremo (chuvas fortes, secas, ondas de calor) é uma consequência da mudança do ciclo da água devido ao aquecimento global. Estes eventos se tornarão cada vez mais comuns à medida que a Terra se aquece

Os efeitos da mudança climática no ciclo hidrológico são profundos e têm sido descritos como uma intensificação ou um fortalecimento do ciclo hidrológico (também chamado de ciclo da água).:1079 Este efeito tem sido observado desde pelo menos 1980. :1079 Um exemplo é quando os eventos de chuva forte se tornam ainda mais fortes. Os efeitos da mudança climática no ciclo da água têm efeitos negativos importantes na disponibilidade de recursos de água doce, bem como em outros reservatórios de água, como oceanos, camadas de gelo, atmosfera e umidade do solo. O ciclo da água é essencial para a vida na Terra e desempenha um papel importante no sistema climático global e na circulação oceânica. Espera-se que o aquecimento do planeta seja acompanhado de mudanças no ciclo da água por vários motivos. Por exemplo, uma atmosfera mais quente pode conter mais vapor de água, o que tem efeitos sobre a evaporação e a chuva.
A causa subjacente da intensificação do ciclo da água é o aumento da quantidade de gases de efeito estufa na atmosfera, o que leva a uma atmosfera mais quente por meio do efeito estufa. As leis fundamentais da física explicam como a pressão de vapor de saturação na atmosfera aumenta em 7% quando a temperatura aumenta em 1 °C. Esta relação é conhecida como equação de Clausius-Clapeyron [en].
A força do ciclo hidrológico e suas mudanças ao longo do tempo são de considerável interesse, especialmente à medida que o clima muda. O ciclo hidrológico é um sistema pelo qual a evaporação da umidade em um local leva à precipitação (chuva ou neve) em outro. Por exemplo, a evaporação sempre excede a precipitação sobre os oceanos. Isto permite que a umidade seja transportada pela atmosfera dos oceanos para a terra, onde a precipitação excede a evapotranspiração. O escoamento da terra flui para córregos e rios e deságua no oceano, o que completa o ciclo global. O ciclo da água é uma parte fundamental do ciclo de energia da Terra [en] por meio do resfriamento evaporativo na superfície, que fornece calor latente à atmosfera, já que os sistemas atmosféricos desempenham um papel primordial na movimentação do calor para cima.
A disponibilidade de água desempenha um papel importante na determinação do destino do calor excedente. Ele pode ir para a evaporação ou para o aumento da temperatura do ar. Se houver água disponível (como nos oceanos e nos trópicos), o calor extra será destinado principalmente à evaporação. Se não houver água disponível (como em áreas secas na terra), o calor extra será usado para aumentar a temperatura do ar. Além disso, a capacidade de retenção de água da atmosfera aumenta proporcionalmente com o aumento da temperatura. Por esses motivos, os aumentos de temperatura predominam no Ártico (amplificação polar [en]) e na terra, mas não nos oceanos e nos trópicos.
Várias características inerentes têm o potencial de causar mudanças repentinas (abruptas) no ciclo da água.:1148 No entanto, a probabilidade de que essas mudanças ocorram durante o século XXI é considerada baixa.:72

## Visão geral

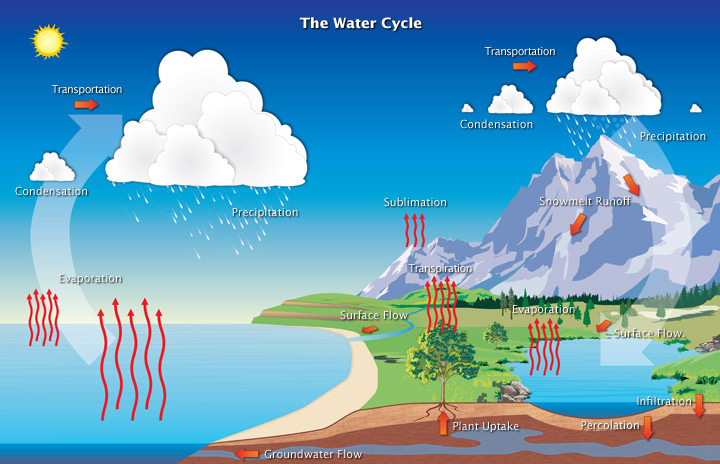
Ciclo da água

O aquecimento da Terra leva a uma maior ciclagem de energia em seu sistema climático, causando mudanças no ciclo global da água. Estas incluem, em primeiro lugar, o aumento da pressão do vapor de água [en] na atmosfera. Isto causa mudanças nos padrões de precipitação com relação à frequência e à intensidade, bem como mudanças na água subterrânea e na umidade do solo. Em conjunto, essas mudanças são frequentemente chamadas de “intensificação e aceleração” do ciclo da água.:xvii Os principais processos que também serão afetados são secas e enchentes, ciclones tropicais, recuo de geleiras, cobertura de neve, enchentes de gelo [en] e eventos meteorológicos extremos.
O aumento da quantidade de gases de efeito estufa na atmosfera leva a um aquecimento adicional da atmosfera inferior, também conhecida como troposfera. A pressão de vapor de saturação do ar aumenta com sua temperatura, o que significa que o ar mais quente pode conter mais vapor de água. Além disso, as transferências de calor para as superfícies da terra, do oceano e do gelo promovem mais evaporação. A maior quantidade de água na troposfera aumenta as chances de ocorrência de chuvas mais intensas.
Essa relação entre a temperatura e a pressão de vapor de saturação é descrita na equação de Clausius-Clapeyron [en], que afirma que a pressão de saturação aumentará em 7% quando a temperatura subir 1 °C. Isto é visível nas medições do vapor de água troposférico, fornecidas por satélites, radiossondas e estações de superfície. O IPCC AR5 conclui que o vapor de água troposférico aumentou 3,5% nos últimos 40 anos, o que é consistente com o aumento de temperatura observado de 0,5 °C.
A influência humana no ciclo da água pode ser observada pela análise da salinidade da superfície do oceano e dos padrões de “precipitação menos evaporação (P-E)” sobre o oceano. Ambos estão elevados.:85 Pesquisas publicadas em 2012 com base na salinidade da superfície do oceano no período de 1950 a 2000 confirmam a projeção de um ciclo global da água intensificado, com áreas salgadas se tornando mais salinas e áreas mais doces se tornando mais doces durante o período. O IPCC indica que há alta confiança de que os eventos de precipitação pesada associados a ciclones tropicais e extratropicais, o transporte de umidade atmosférica e os eventos de precipitação intensa se agravarão.

### Precipitação intermitente
Os modelos climáticos não simulam muito bem o ciclo da água. Um dos motivos é que a precipitação é uma quantidade difícil de lidar porque é inerentemente intermitente.:50 Muitas vezes, apenas a quantidade média é considerada. As pessoas tendem a usar o termo “precipitação” como se fosse o mesmo que “quantidade de precipitação”. O que de fato importa ao descrever as mudanças nos padrões de precipitação da Terra é mais do que apenas a quantidade total: trata-se também da intensidade (com que intensidade chove ou neva), da frequência (com que frequência), da duração (por quanto tempo) e do tipo (se é chuva ou neve).:50 Os cientistas pesquisaram as características da precipitação e descobriram que são a frequência e a intensidade que importam para os extremos, e estas são difíceis de calcular nos modelos climáticos.

## Observações e projeções

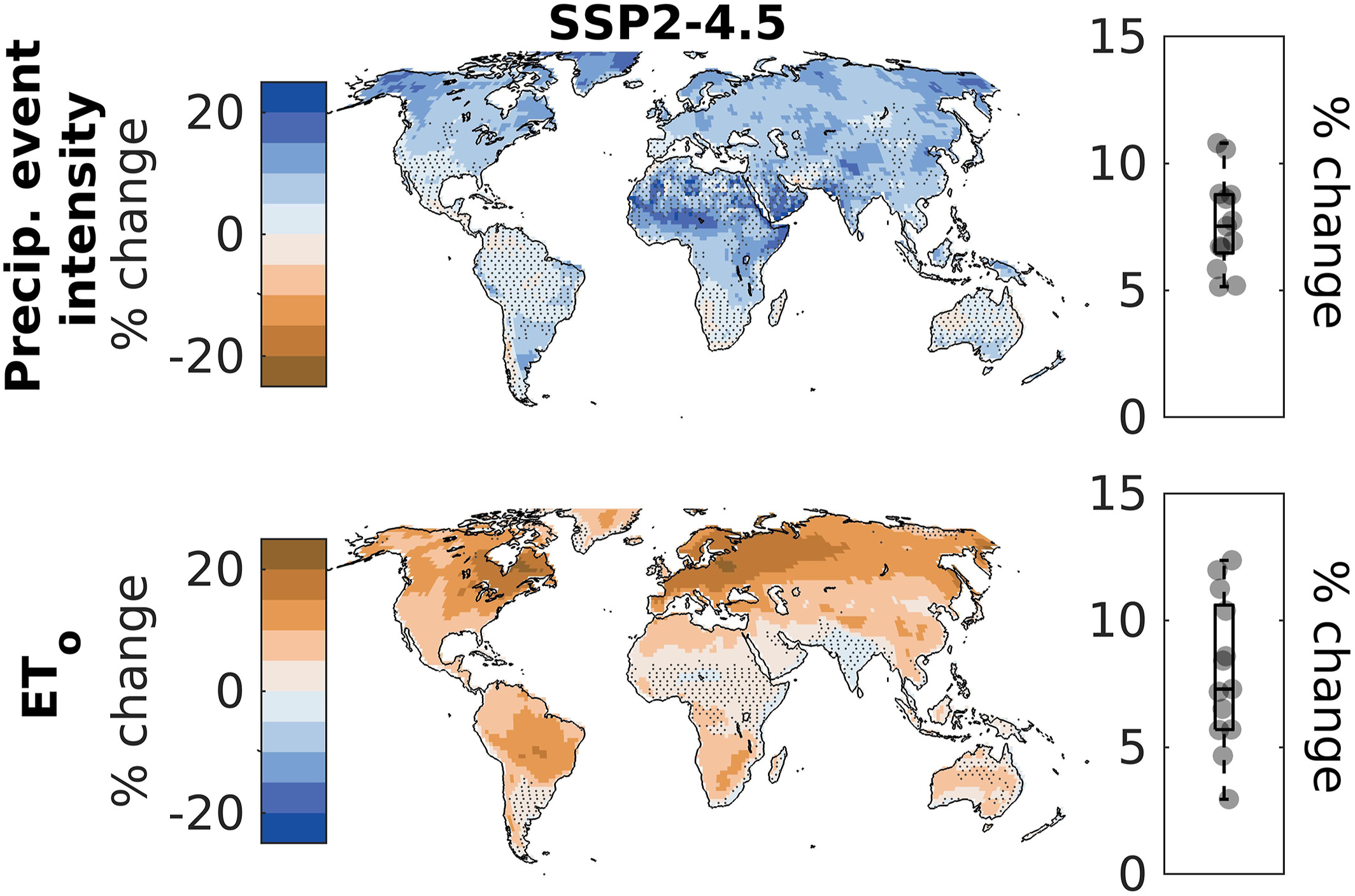
Mudanças previstas na intensidade de eventos de precipitação e evapotranspiração no cenário en de mudança climática

Desde meados do século XX, as mudanças climáticas causadas pelo ser humano incluem alterações observáveis no ciclo global da água.:85 O sexto relatório de avaliação do IPCC, em 2021, projetou que essas mudanças continuarão a aumentar significativamente ao nível global e regional.:85
O relatório também constatou que a precipitação sobre a terra tem aumentado desde 1950, com uma taxa de aumento mais rápida desde a década de 1980 e em latitudes mais altas. O vapor de água na atmosfera (especialmente na troposfera) aumentou pelo menos desde a década de 1980. Espera-se que, ao longo do século XXI, a precipitação global anual sobre a terra aumente devido à elevação da temperatura da superfície global [en].:85
Um clima mais quente torna mais graves as ocorrências extremamente úmidas e muito secas. Também pode haver mudanças nos padrões de circulação atmosférica. Isto afetará as regiões e a frequência de ocorrência desses extremos. Na maior parte do mundo e em todos os cenários de mudanças climáticas, prevê-se que a variabilidade do ciclo da água e os extremos que a acompanham aumentem mais rapidamente do que as mudanças nos valores médios.:85
Em 2024, a Organização Meteorológica Mundial publicou um relatório afirmando que a mudança climática havia desestabilizado gravemente o ciclo da água durante o ano de 2023, causando chuvas e secas mais intensas. Os rios do mundo tiveram seu ano mais seco em pelo menos 30 anos e muitas das principais bacias hidrográficas do mundo estavam secando, como as bacias do Mississippi, Amazonas, Ganges, Bramaputra e Mekong. Por três anos consecutivos, mais de 50% das áreas de captação global tiveram descargas fluviais abaixo do normal. As geleiras perderam mais de 600 gigatoneladas de água - a maior perda de água dos últimos 50 anos. Foi o segundo ano consecutivo em que todas as regiões glaciais registraram perda de gelo.

Mudanças previstas na umidade média do solo para um cenário de aquecimento global de 2°C. Este cenário pode prejudicar a agricultura e os ecossistemas. Uma redução de um desvio padrão na umidade do solo significa que a umidade média do solo corresponderá aproximadamente ao nono ano mais seco entre 1850 e 1900 naquele local

### Mudanças em padrões meteorológicos regionais
Os padrões meteorológicos regionais em todo o mundo também estão mudando devido ao aquecimento dos oceanos tropicais. A piscina quente do Indo-Pacífico [en] vem se aquecendo rapidamente e se expandindo nas últimas décadas, principalmente em resposta ao aumento das emissões de carbono provenientes da queima de combustíveis fósseis. A piscina quente se expandiu para quase o dobro de seu tamanho, de uma área de 22 milhões de km2 durante 1900-1980 para uma área de 40 milhões de km2 durante 1981-2018. Esta expansão alterou os padrões globais de precipitação, mudando o ciclo de vida da Oscilação de Madden e Julian (OMJ), que é o modo mais dominante de flutuação meteorológica originada nos trópicos.

### Potencial de mudança abrupta
Várias características do ciclo da água têm o potencial de causar mudanças repentinas (abruptas) nele mesmo.:1148 A definição de “mudança abrupta” é: uma mudança em escala regional a global no sistema climático que ocorre mais rapidamente do que no passado, indicando que a resposta climática não é linear.:1148 Pode haver “transições rápidas entre estados úmidos e secos” como resultado de interações não lineares entre o oceano, a atmosfera e a superfície terrestre.
Por exemplo, um colapso da circulação meridional de capotamento do Atlântico (AMOC), caso ocorresse, poderia ter grandes impactos regionais no ciclo da água.:1149 O início ou o término da modificação da radiação solar [en] também poderia resultar em mudanças abruptas no ciclo da água.:1151 Também poderia haver respostas abruptas do ciclo da água às mudanças na superfície terrestre: O desmatamento e a secagem da Amazônia, o esverdeamento do Saara e do Sahel, a amplificação da seca pela poeira são todos processos que podem contribuir.
A compreensão científica da probabilidade de tais mudanças abruptas no ciclo da água ainda não está clara.:1151 Mudanças repentinas no ciclo da água decorrentes da atividade humana são uma possibilidade que não pode ser descartada, com o conhecimento científico atual. Entretanto, a probabilidade de que tais mudanças ocorram durante o século XXI é considerada baixa no momento.:72

## Técnicas de medição e modelagem

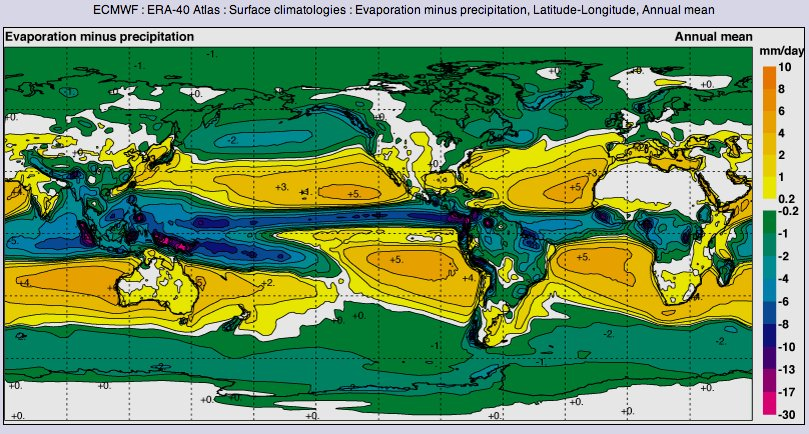
A distribuição média anual da precipitação menos a evaporação. A imagem mostra como a região ao redor do equador é dominada pela precipitação, e os subtrópicos são dominados principalmente pela evaporação

### Mudanças na salinidade do oceano
Devido ao aquecimento global e ao aumento do derretimento das geleiras, os padrões de circulação termoalina podem ser alterados pelo aumento da quantidade de água doce liberada nos oceanos e, portanto, pela alteração de sua salinidade. A circulação termoalina é responsável por trazer água fria e rica em nutrientes das profundezas do oceano, um processo conhecido como ressurgência.
A água do mar é composta de água doce e sal, e a concentração de sal na água do mar é chamada de salinidade. O sal não evapora, portanto, a precipitação e a evaporação da água doce influenciam fortemente a salinidade. As mudanças no ciclo da água são, portanto, muito visíveis nas medições de salinidade da superfície, o que já é conhecido desde a década de 1930.
A vantagem de usar a salinidade da superfície é que ela está bem documentada nos últimos 50 anos, por exemplo, com sistemas de medição in-situ como o ARGO. Outra vantagem é que a salinidade oceânica é estável em escalas de tempo muito longas, o que facilita o rastreamento de pequenas mudanças devido a forças antropogênicas. A salinidade oceânica não é distribuída de forma homogênea no globo, há diferenças regionais que mostram um padrão nítido. As regiões tropicais são relativamente frescas, pois são dominadas por chuvas. As regiões subtropicais são mais salinas, pois são dominadas pela evaporação; estas regiões também são conhecidas como "latitudes desérticas". Latitudes próximas às regiões polares são, novamente, menos salinas, com os menores valores de salinidade encontrados nessas regiões. Isto se deve ao fato de haver uma baixa quantidade de evaporação nessa região e uma abundância de água doce derretida que entra no Oceano Ártico.

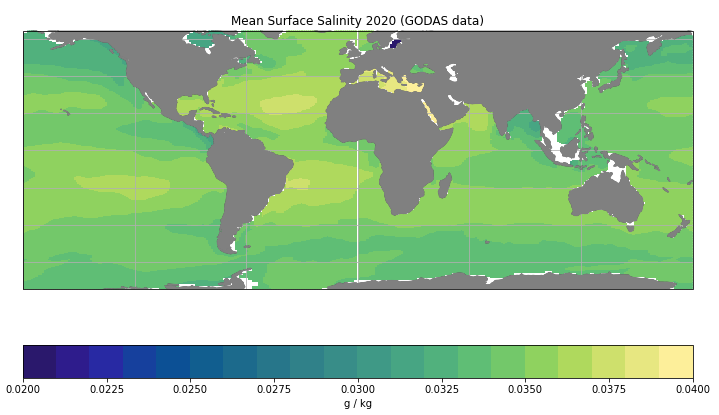
O padrão global da salinidade da superfície oceânica. Pode-se observar como as regiões subtropicais dominadas pela evaporação são relativamente salinas. Os trópicos e as latitudes mais altas são menos salinos. Ao comparar com o mapa acima, pode-se ver como as regiões de alta salinidade correspondem às áreas dominadas pela evaporação, e as regiões de baixa salinidade correspondem às áreas dominadas pela precipitação

Os registros de observação de longo prazo mostram uma tendência clara: os padrões globais de salinidade estão se ampliando nesse período. Isto significa que as regiões de alta salinidade se tornaram mais salinas, e as regiões de baixa salinidade se tornaram menos salinas. As regiões de alta salinidade são dominadas pela evaporação, e o aumento da salinidade evidencia que a evaporação está aumentando ainda mais. O mesmo vale para as regiões de baixa salinidade que estão se tornando menos salinas, o que indica que a precipitação está se intensificando ainda mais. Esse padrão espacial é semelhante ao padrão espacial da evaporação menos a precipitação. A amplificação dos padrões de salinidade é, portanto, uma evidência indireta de um ciclo hidrológico que está se intensificando.
Para investigar melhor a relação entre a salinidade do oceano e o ciclo da água, os modelos desempenham um papel importante na pesquisa atual. Os Modelos de Circulação Geral (GCMs) e, mais recentemente, os Modelos de Circulação Geral Atmosfera-Oceano (AOGCMs) simulam as circulações globais e os efeitos de mudanças, como a intensificação do ciclo da água. Os resultados de vários estudos baseados nesses modelos apoiam a relação entre as mudanças na salinidade da superfície e a amplificação dos padrões de precipitação menos evaporação.
Uma métrica para capturar a diferença de salinidade entre regiões de alta e baixa salinidade nos 2 000 metros superiores do oceano é capturada na métrica SC2000. O aumento observado dessa métrica é de 5,2% (±0,6%) de 1960 a 2017. Mas esta tendência está se acelerando, pois aumentou 1,9% (±0,6%) de 1960 a 1990 e 3,3% (±0,4%) de 1991 a 2017. A amplificação do padrão é mais fraca abaixo da superfície. Isto ocorre porque o aquecimento do oceano aumenta a estratificação próxima à superfície, e a camada subsuperficial continua em equilíbrio com o clima mais frio. Isso faz com que a amplificação da superfície seja mais forte do que os modelos mais antigos previam.
Um instrumento transportado pelo satélite SAC-D Aquarius, lançado em junho de 2011, mediu a salinidade global da superfície do mar.
Entre 1994 e 2006, as observações de satélite mostraram um aumento de 18% no fluxo de água doce para os oceanos do mundo, em parte devido ao derretimento das camadas de gelo, especialmente da Groenlândia, e em parte devido ao aumento da precipitação impulsionado por um aumento na evaporação oceânica global.

#### Evidência de salinidade para mudanças no ciclo da água
Os processos essenciais do ciclo da água são a precipitação e a evaporação. A quantidade local de precipitação menos a evaporação (geralmente conhecida como P-E) mostra a influência local do ciclo da água. As mudanças na magnitude de P-E são frequentemente usadas para mostrar mudanças no ciclo da água. Mas as conclusões robustas sobre as mudanças na quantidade de precipitação e evaporação são complexas. Cerca de 85% da evaporação da Terra e 78% da precipitação ocorrem na superfície do oceano, onde as medições são difíceis. A precipitação, por um lado, só tem registros de observação precisos de longo prazo sobre as superfícies terrestres, onde a quantidade de chuva pode ser medida localmente (chamada in-situ). A evaporação, por outro lado, não tem registros de observação precisos de longo prazo. Isso não permite conclusões confiáveis sobre as mudanças ocorridas desde a revolução industrial. O AR5 (Quinto Relatório de Avaliação) do IPCC cria uma visão geral da literatura disponível sobre um tópico e rotula o tópico conforme o entendimento científico. Eles atribuem apenas baixa confiança às mudanças de precipitação antes de 1951 e média confiança após 1951, devido à escassez de dados. Estas mudanças são atribuídas à influência humana, mas também com confiança média. Houve mudanças limitadas na precipitação regional das monções observadas ao longo do século 20 porque os aumentos causados pelo aquecimento global foram neutralizados pelos efeitos de resfriamento dos aerossóis antropogênicos. Diferentes modelos climáticos regionais projetam mudanças na precipitação das monções, sendo que mais regiões são projetadas com aumentos do que com reduções.

### Modelos que permitem a convecção para prever extremos climáticos
Até o momento, a representação da convecção nos modelos climáticos restringiu a capacidade dos cientistas de simular com precisão os extremos climáticos da África, limitando as previsões de mudanças climáticas. Os modelos que permitem a convecção (CPMs) são capazes de simular melhor o ciclo diurno da convecção tropical, a estrutura vertical das nuvens e o acoplamento entre a convecção úmida e a convergência e os feedbacks de umidade do solo-convecção no Sahel. Os benefícios dos CPMs também foram demonstrados em outras regiões, incluindo uma representação mais realista da estrutura e dos extremos de precipitação. Um modelo que permite a convecção (espaçamento de grade de 4,5 km) em um domínio de toda a África mostra aumentos futuros na duração do período seco durante a estação úmida no oeste e na região central da África. Os cientistas concluem que, com a representação mais precisa da convecção, as mudanças projetadas nos extremos úmidos e secos na África podem ser mais severas. Em outras palavras: “ambos os extremos climáticos da África ficarão mais severos”.

## Impactos na gestão da água
As mudanças causadas pelo ser humano no ciclo da água aumentarão a variabilidade hidrológica e, portanto, terão um impacto profundo no setor hídrico [en] e nas decisões de investimento. Elas afetarão a disponibilidade de água (recursos hídricos), o abastecimento de água, a demanda de água [en], a segurança hídrica e a alocação de água a nível regional, de bacia e local.

### Segurança hídrica
Os impactos da mudança climática relacionados à água afetam a segurança hídrica das pessoas diariamente. Eles incluem precipitações pesadas mais frequentes e intensas que afetam a frequência, o tamanho e o momento das enchentes. Além disso, as secas podem alterar a quantidade total de água doce e causar um declínio no armazenamento de água subterrânea e uma redução na recarga de água subterrânea [en]. A redução da qualidade da água devido a eventos extremos também pode ocorrer.:558 O derretimento mais rápido das geleiras também é possível.
As mudanças climáticas globais provavelmente tornarão mais complexo e caro garantir a segurança hídrica. Elas criam novas ameaças e desafios de adaptação. Isso ocorre porque a mudança climática leva ao aumento da variabilidade e dos extremos hidrológicos. A mudança climática tem muitos impactos sobre o ciclo da água. Elas resultam em maior variabilidade climática e hidrológica, o que pode ameaçar a segurança hídrica.:vll As mudanças no ciclo da água ameaçam a infraestrutura hídrica existente e futura. Será mais difícil planejar investimentos para a futura infraestrutura hídrica, pois há muitas incertezas sobre a variabilidade futura do ciclo da água. Isso torna as sociedades mais expostas aos riscos de eventos extremos relacionados à água e, portanto, reduz a segurança hídrica.:vll

### Escassez de água
A mudança climática pode ter um grande impacto sobre os recursos hídricos em todo o mundo devido à estreita relação entre o clima e o ciclo hidrológico. O aumento das temperaturas aumentará a evaporação e levará ao aumento da precipitação. Entretanto, haverá variações regionais na precipitação. Tanto as secas quanto as enchentes podem se tornar mais frequentes e mais graves em diferentes regiões e em diferentes épocas. Em geral, haverá menos queda de neve e mais chuvas em um clima mais quente. Também ocorrerão mudanças na queda e no derretimento [en] da neve em áreas montanhosas. As temperaturas mais altas também afetarão a qualidade da água de maneiras que os cientistas ainda não compreendem totalmente. Os possíveis impactos incluem o aumento da eutrofização. A mudança climática também pode aumentar a demanda por sistemas de irrigação na agricultura. Atualmente, há ampla evidência de que a maior variabilidade hidrológica e a mudança climática tiveram um impacto profundo no setor de água e continuarão a tê-lo. Isso se manifestará na hidrologia e na qualidade da água. Isso aparecerá no ciclo hidrológico, na disponibilidade de água, na demanda de água e na alocação de água nos níveis global, regional, de bacia e local.
A FAO, das Nações Unidas, afirma que, até 2025, 1,9 bilhão de pessoas viverão em países ou regiões com escassez absoluta de água. Ela afirma que dois terços da população mundial poderão estar sob condições de estresse. O Banco Mundial afirma que as mudanças climáticas podem alterar profundamente os padrões futuros de disponibilidade e uso da água. Isso agravará o estresse e a insegurança hídrica, globalmente e nos setores que dependem da água.

#### Secas
As alterações climáticas afetam vários fatores associados às secas, como a quantidade de chuva e a rapidez com que a chuva evapora novamente. O aquecimento sobre a terra leva a um aumento na procura evaporativa atmosférica que aumentará a gravidade e a frequência das secas em grande parte do mundo. Devido às limitações sobre a quantidade de dados disponíveis sobre secas no passado, muitas vezes é impossível atribuir com confiança as secas às alterações climáticas induzidas pelo homem. Algumas áreas, no entanto, como o Mediterrâneo e a Califórnia, já apresentam uma clara assinatura humana. Os seus impactos são agravados por causa do aumento da procura de água, crescimento populacional, expansão urbana e esforços de proteção ambiental em muitas áreas.
Em 2019, o Painel Intergovernamental para as Alterações Climáticas publicou um Relatório Especial sobre Alterações Climáticas e Terra. As principais afirmações do relatório incluem: Entre 1960 e 2013 a área de terras firmes em seca aumentou 1% ao ano. Em 2015, cerca de 500 milhões de pessoas viviam em áreas impactadas pela desertificação entre as décadas de 1980 e 2000. As pessoas que vivem em áreas afetadas pela degradação da terra e pela desertificação são "cada vez mais negativamente afetadas pelas alterações climáticas".

#### Desertificação
A pesquisa sobre desertificação é complexa, e não há métrica única que possa definir todos os aspectos. No entanto, espera-se que as mudanças climáticas mais intensas aumentem a extensão atual das terras secas nos continentes da Terra: de 38% no final do século XX para 50% ou 56% até o final do século, conforme as Trajetórias de Concentração Representativas [en] 4.5 e 8.5 de aquecimento “moderado” e alto. A maioria da expansão será observada em regiões como o “sudoeste da América do Norte, a margem norte da África, o sul da África e a Austrália”.
As terras áridas cobrem 41% da superfície terrestre e incluem 45% das terras agrícolas do mundo. Essas regiões estão entre os ecossistemas mais vulneráveis às mudanças antropogênicas no clima e no uso da terra e estão sob ameaça de desertificação. Em 2020, foi realizado um estudo de atribuição de desertificação baseado em observações que levou em conta as mudanças climáticas, a variabilidade climática, a fertilização com CO2 [en], bem como as mudanças graduais e rápidas no ecossistema causadas pelo uso da terra. O estudo constatou que, entre 1982 e 2015, 6% das terras secas do mundo sofreram desertificação impulsionada por práticas insustentáveis de uso da terra, combinadas com mudanças climáticas antropogênicas. Apesar de uma ecologização global média, a mudança climática antropogênica degradou 12,6% (5,43 milhões de km2) das terras secas, contribuindo para a desertificação e afetando 213 milhões de pessoas, 93% das quais vivem em economias em desenvolvimento.

### Inundações
O aumento da intensidade das chuvas devido às alterações climáticas pode piorar as inundações. O aumento do nível do mar aumenta ainda mais os riscos de inundações: se o nível do mar aumentar mais 0,15m, 20% mais pessoas serão expostas a uma inundação costeira com periocidade de 1 em 100 anos, assumindo que não haverá crescimento populacional e nenhuma adaptação adicional. Com um acréscimo de 0,75m, isso aumenta para uma duplicação de pessoas expostas.
Foi determinado que as alterações climáticas e a variabilidade têm o potencial de impactar drasticamente a exposição humana aos riscos de inundação, mas isso vem com muita incerteza devido a vários modelos climáticos. Semelhante às secas, as alterações climáticas também demonstraram ter o potencial de aumentar a frequência de eventos de tempestades maiores. Esse aumento na frequência de grandes eventos de tempestade alteraria as curvas de intensidade-duração-frequência existentes (curvas IDF) devido à alteração na frequência, mas também ao elevar e inclinar das curvas no futuro.

### Quantidade e qualidade da água subterrânea
Os impactos da mudança climática sobre as águas subterrâneas podem ser mais significativos por meio de seus efeitos indiretos sobre a demanda de água para irrigação por meio do aumento da evapotranspiração.:5 Observa-se um declínio no armazenamento de água subterrânea em muitas partes do mundo. Isto se deve ao fato de que mais água subterrânea está sendo usada para atividades de irrigação na agricultura, especialmente em terras áridas [en]. :1091 Parte desse aumento na irrigação pode ser devido a problemas de escassez de água, agravados pelos efeitos das mudanças climáticas no ciclo da água. A redistribuição direta da água pelas atividades humanas, que chega a cerca de 24 000 km3 por ano, é aproximadamente o dobro da recarga global de água subterrânea a cada ano.
As mudanças climáticas causam alterações no ciclo da água que, por sua vez, afetam as águas subterrâneas de várias maneiras. Pode haver um declínio no armazenamento de água subterrânea e uma redução na recarga de água subterrânea, além da deterioração da qualidade da água devido a eventos meteorológicos extremos.:558 Nos trópicos, a precipitação intensa e os eventos de inundação parecem levar a uma maior recarga das águas subterrâneas.:582
No entanto, os impactos exatos das mudanças climáticas sobre as águas subterrâneas continuam sendo investigados.:579 Isso ocorre porque ainda faltam dados científicos derivados do monitoramento de águas subterrâneas, como mudanças no espaço e no tempo, dados de abstração e “representações numéricas dos processos de recarga de águas subterrâneas”.:579
Os efeitos das mudanças climáticas podem ter impactos diferentes no armazenamento de água subterrânea. Os grandes eventos pluviométricos esperados, mais intensos (mas em menor quantidade), poderiam levar ao aumento da recarga de águas subterrâneas em muitos ambientes.:104 No entanto, períodos de seca mais intensos podem resultar no ressecamento e na compactação do solo, o que reduziria a infiltração na água subterrânea.